# Andrej Babiš
Andrej Babiš (Bratislava, 2 september 1954) is een Tsjechisch politicus en ondernemer van Slowaaks afkomst. Van december 2017 tot december 2021 was hij premier van Tsjechië.
Sinds oktober 2013 is Babiš lid van de Tsjechische Kamer van Afgevaardigden. Tussen 2014 en 2017 was hij eerste vicepremier en minister van Financiën in het kabinet-Sobotka. Verder is hij de oprichter van de firma Agrofert.

## Politieke loopbaan
Babiš richtte in 2011 de beweging Actie Ontevreden Burgers (ANO, dit betekent "ja" in het Tsjechisch) op, die in 2012 de status van politieke partij kreeg. Bij de Tsjechische Kamerverkiezingen van 2013 eindigde de partij als tweede, achter de Sociaaldemocratische Partij van Bohuslav Sobotka. De ANO nam zitting in het hierop gevormde kabinet-Sobotka en Babiš werd eerste vicepremier en minister van Financiën. In mei 2017 werd Babiš door premier Sobotka ontslagen na onenigheid over zijn financiën als CEO van Agrofert.
Bij de Kamerverkiezingen van 2017 kwam ANO als grootste partij uit de bus, waarna Babiš de nieuwe premier van Tsjechië werd. Hij leidde een minderheidskabinet bestaande uit ANO en onafhankelijken. De regering viel in januari 2018 na een motie van wantrouwen, maar Babiš wist een doorstart te maken door een coalitie te smeden met de sociaaldemocraten en met steun van de Communistische Partij van Bohemen en Moravië. Zijn tweede kabinet regeerde van juni 2018 tot december 2021.
Bij de verkiezingen van 2021 verloor de ANO zes zetels en werd zij nipt voorbijgestreefd door de partij Spolu van Petr Fiala. Babiš werd hierop door Fiala afgelost als premier. 
In de presidentsverkiezingen van januari 2023 werd Babis in de tweede ronde verslagen door oud-generaal Petr Pavel. Pavel kreeg 58% van de stemmen terwijl Babis niet verder kwam dan 42%. De opkomst was zo'n 70%, een record voor presidentsverkiezingen in het land.